# Якшур-Бодья
Якшу́р-Бо́дья (удм. Якшур-Бӧдья) — село в Удмуртии. Административный центр Якшур-Бодьинского района. Входит в муниципальное образование «Якшур-Бодьинское».

## Этимология
Название села образовалось из сложения названия реки Якшур, где от удм. яг — «бор», удм. шур — «река», и удм. Бӧдья — название воршуда. Таким образом, название села можно перевести как род Бодья, живущий у лесной речки. В разговорной речи название села нередко сокращается до Як-Бодья или просто Бодья.

## География
Якшур-Бодья расположена на автодороге Ижевск — Глазов Р321, в 41 км к северу от Ижевска, в центральной части Якшур-Бодьинского района, в пределах Тыловайской возвышенности. От села разветвляются дороги на сёла Шаркан и Кекоран. Ближайшая железнодорожная станция Кекоран находится в 12 км от Якшур-Бодьи на линии Ижевск — Пибаньшур.
Село стоит на реке Якшурка, впадающей в реку Селычка.
В Якшур-Бодье и её окрестностях расположены 4 пруда:
- пруд в Лесном микрорайоне села;
- пруд на 5 км тракта Якшур-Бодья — Ижевск;
- пруд на 1 км тракта Якшур-Бодья — Старые Зятцы;
- пруд в Ленинском микрорайоне села.

## История
Населённый пункт основан немногим ранее 1682 года. Удмурты из рода Бодья переселились к речке Якшурке и основали деревню Якшур-Бодья. Согласно подворной переписи 1710 года в деревне Якшур-Бодья значилось 12 жилых дворов, в которых проживало 69 человек (27 мужчин, 42 женщины). Ландратская перепись 1716 года зафиксировала 12 жилых и 3 пустых двора. Бо́льшую часть жителей деревни составляли удмурты, основными занятиями которых были бортничество, земледелие и заготовка древесного угля для заводов.
3 октября 1824 года во время инспекционной поездки на Ижевский завод в Якшур-Бодье останавливался император Александр I. К его визиту была расширена и обустроена дорога до Ижевского завода.
В 1860 году открылся церковный приход, а в следующем году построена деревянная церковь в честь святого Николая Чудотворца, с этого момента деревня Якшур-Бодья получила статус села. Первым настоятелем Николаевской церкви был священник Платон Васильевич Ардашев. По его инициативе в 1863 году в селе открылась церковно-приходская школа. К 1904 году в селе уже существовала женская двухклассная церковно-приходская школа, а в 1913-м открылся фельдшерско-акушерский пункт.
Село было центром Якшур-Бодьинской волости, здесь размещалось волостное управление.

### Советские годы
Советская власть была установлена в Якшур-Бодье 12 марта 1918 года.
Во время Ижевско-Воткинского восстания в августе 1918 года Якшур-Бодью заняли ижевские повстанцы. Из жителей Якшур-Бодьи была сформирована одна рота повстанческой армии. В середине октября в ходе наступления на Ижевск Особой Вятской дивизии село взял штурмом полк им. Володарского. Однако в апреле 1919 года Якшур-Бодья вновь оказалась в руках белых — в село вошли войска Колчака. Наконец, 20 июня 1919-го красная армия окончательно заняла село.
В 1929 году Якшур-Бодья стала центром Якшур-Бодьинского района. В 1933 году в Якшур-Бодье начала выходить первая районная газета на удмуртском языке «Сталинья», а в 1936 году открылась типография.
В 1936 году Николаевская церковь в Якшур-Бодье была закрыта, а в 1938 году снесена.
В 1948 году в Якшур-Бодье была открыта первая электростанция.

## Население
| 1959  | 1970  | 1979  | 1989  | 2002  | 2010  | 2012  |
| ----- | ----- | ----- | ----- | ----- | ----- | ----- |
| 3148  | ↗3997 | ↗5679 | ↗6548 | ↗6944 | ↗7252 | ↘7211 |
| 2021  |       |       |       |       |       |       |
| ↗7638 |       |       |       |       |       |       |

## Современность
В 1995 году началось строительство нового Свято-Никольского храма. Освящен он был в 1997 году, тогда же в новой церкви прошла первая служба. В 2006 году был реконструирован мемориал участникам Великой Отечественной войны. В 2009 году в Якшур-Бодье был открыт сквер, посвященный участникам локальных войн XX века. В память об этих событиях в сквере установлена БМП.

## Инфраструктура
3 школы, одна из которых является специализированной школой-интернатом, для слепых и слабовидящих детей. дом культуры (РДК), районный краеведческий музей (открыт в 1981), центральная районная больница. Леспромхоз, асфальтобетонный завод, лыжная база, спортивная школа, детская школа искусств (ДШИ), центр детского творчества (ЦДТ, ЦДО, ДДТ) 6 детских садов, мотодром и ресторан Поляна, кафе Колобок.

## Культура
В Якшур-Бодье имеется районный краеведческий музей, открытый в 1981 году. Музей представляет выставку этнографических предметов и монет, а также экспозицию «Крестьянская изба конца XIX — начала XX века»

## Достопримечательности
Архитектурно-скульптурный комплекс «Якшур-Бодья — открытый дом» расположен на центральной площади села и представляет собой скульптурную композицию, обыгрывающую посещение Якшур-Бодьи императором Александром I в 1824 году.
Свято-Никольская церковь заложена в 1995 году, строительство завершено в 2001 году. При храме имеется воскресная школа. Церковь в Якшур-Бодье стала первым не реконструированным, но полностью построенным заново храмом Удмуртии.
Памятник Героям Гражданской войны 1918—1920 годов находится напротив районной больницы. Первоначальный деревянный памятник был построен над братской могилой жертв Гражданской войны. Реконструировался в 1957-м и 1980-м годах, когда приобрёл современный вид.
Мемориал землякам, погибшим в годы Великой Отечественной войны. Первый монумент был установлен в 1965 году. Реконструирован в 2006-м, после чего торжественно открыт на Площади Славы, где также находятся бюст Героя Советского Союза Ф. Пушиной и Мемориальные плиты Героям Советского Союза И.Репину и Г.Короткову.

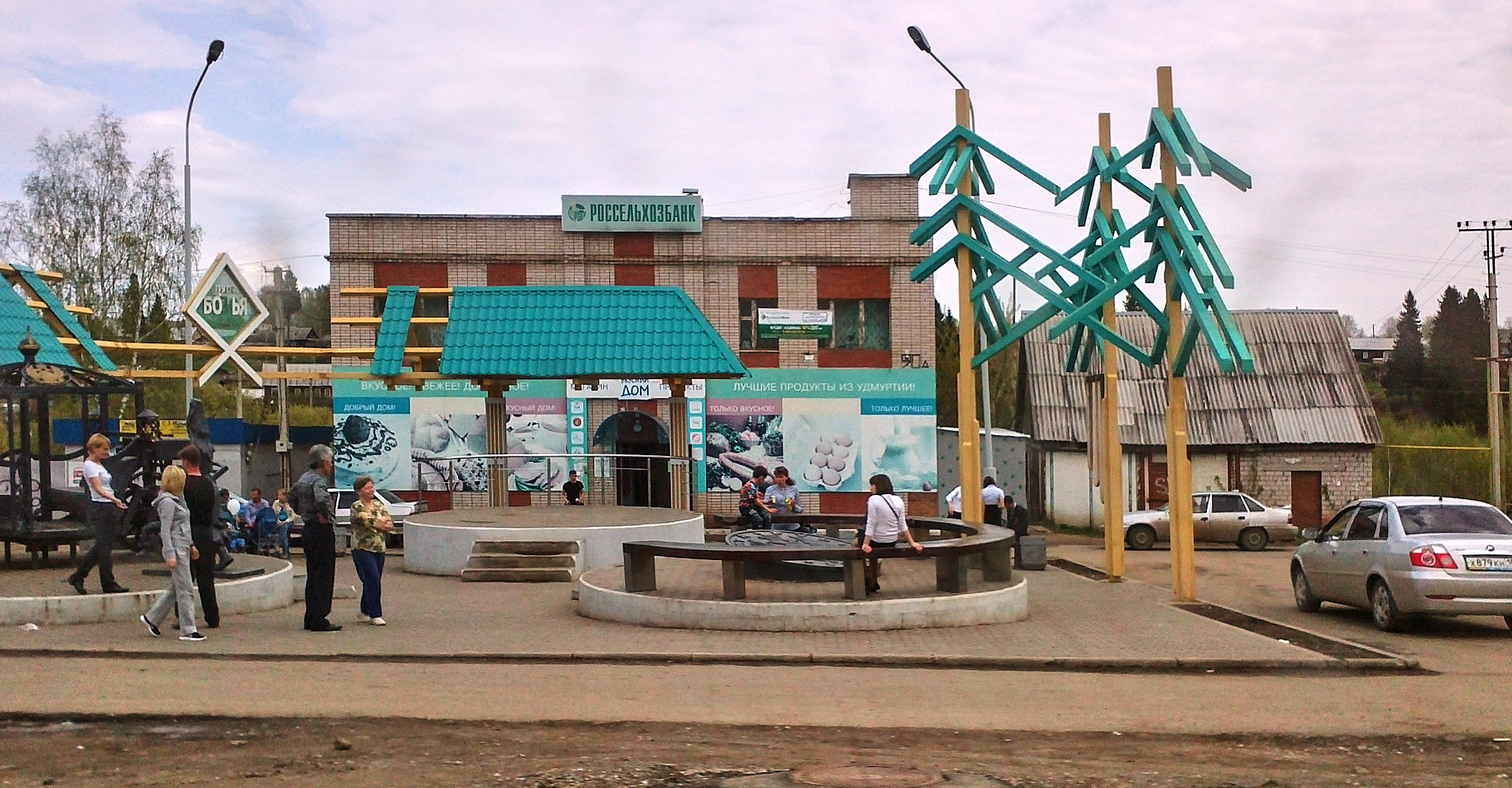
Комплекс «Якшур-Бодья — открытый дом» на центральной площади
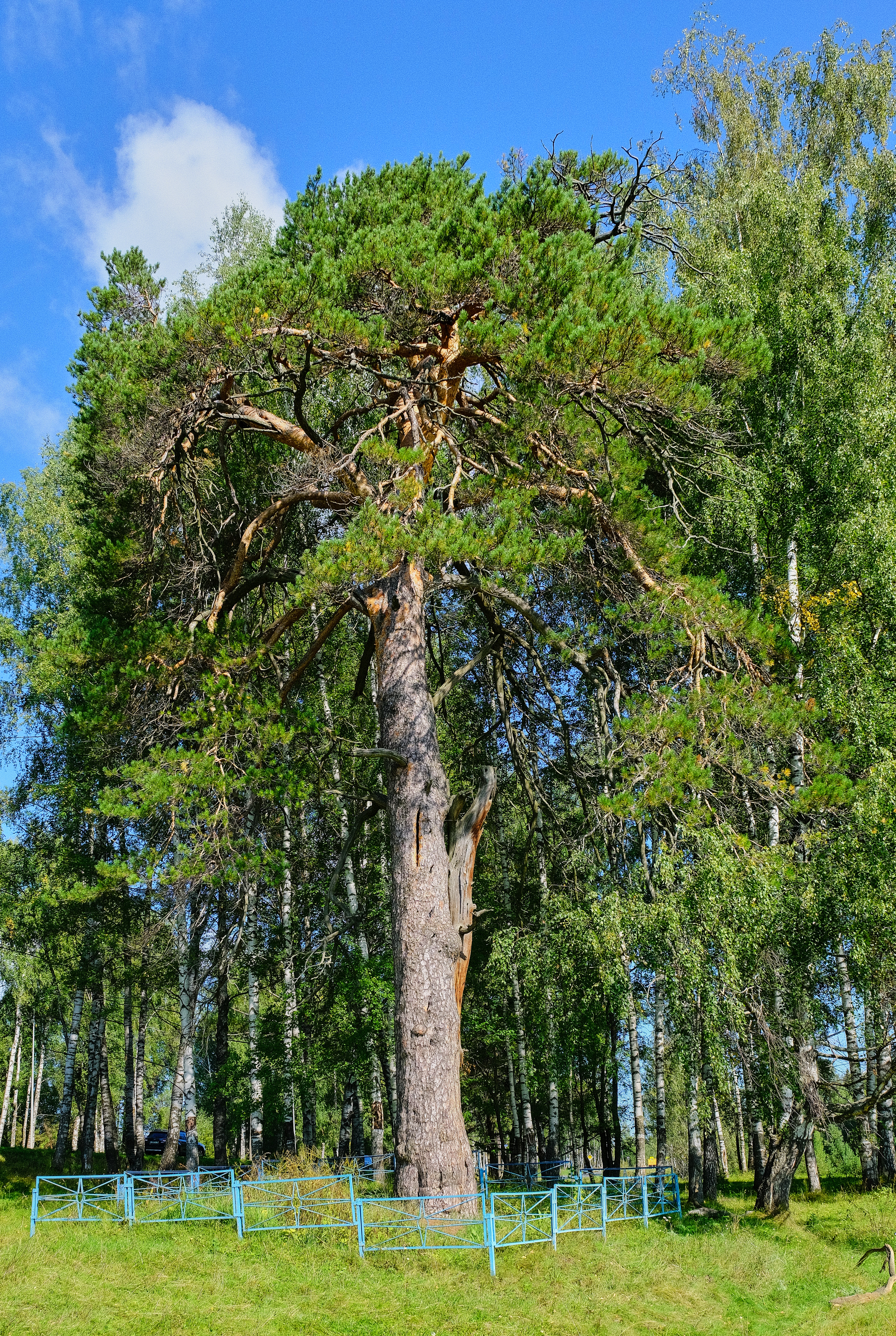
Сосна-Борть на выезде из села
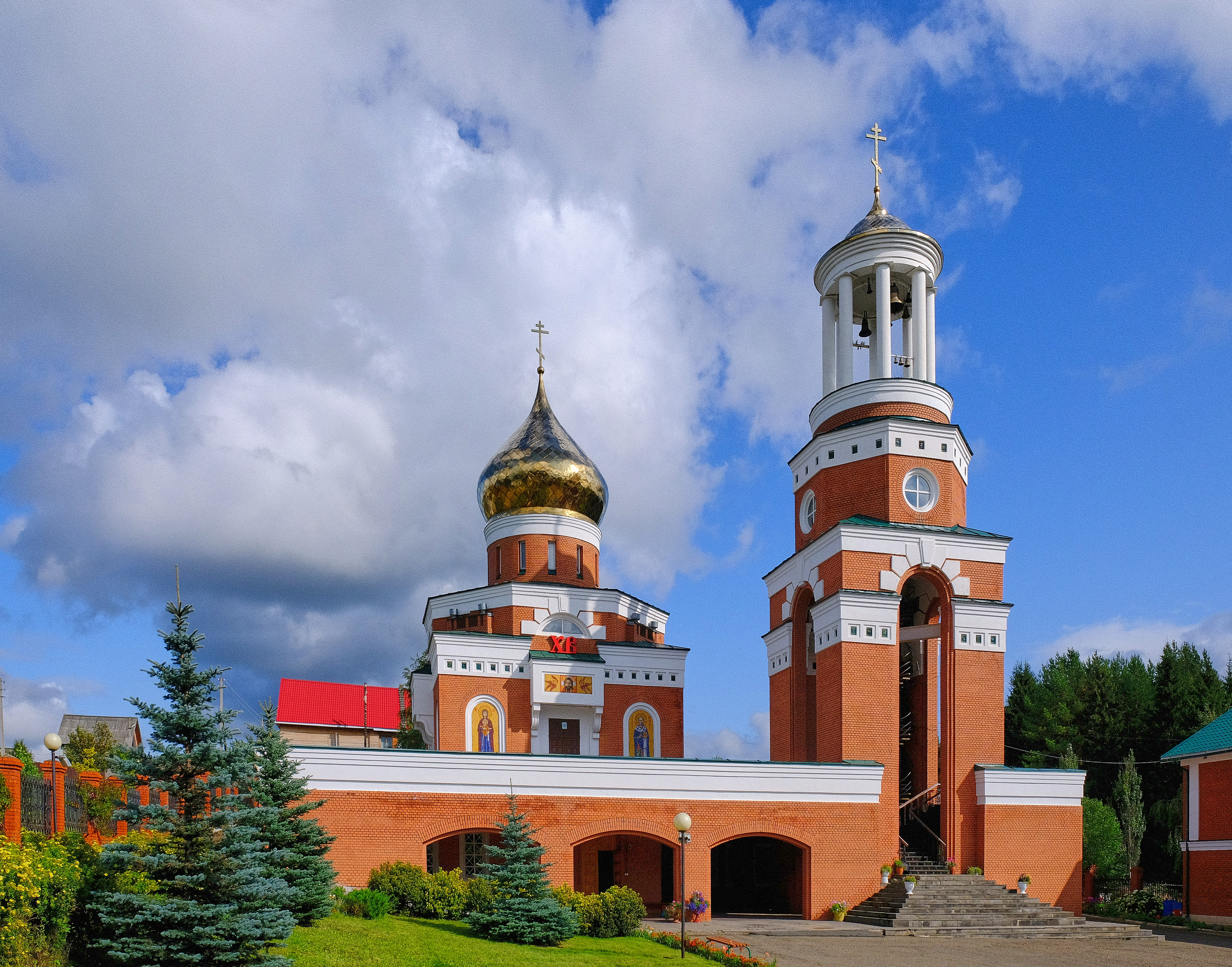
Церковь Николая Чудотворца

## Известные уроженцы
Кокорин Анатолий Григорьевич (1918—1991) —  советский врач-хирург, ортопед, травматолог. Организатор ортопедо-травматологической службы в Марийской АССР. Главный травматолог Министерства здравоохранения Марийской АССР (1951―1971). Заместитель главного врача по лечебной работе Республиканской больницы Марийской АССР (1961―1971). Заслуженный врач РСФСР (1960). Участник Великой Отечественной войны.